# Didysmachus picipes
Didysmachus picipes là một loài ruồi trong họ Asilidae. Didysmachus picipes được Meigen miêu tả năm 1820.

## Hình ảnh

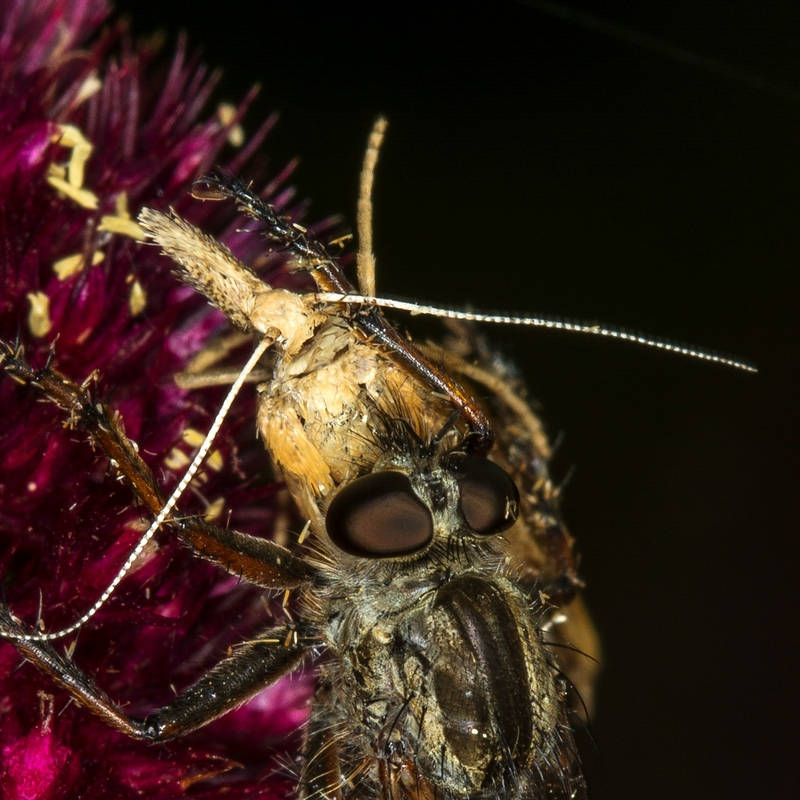
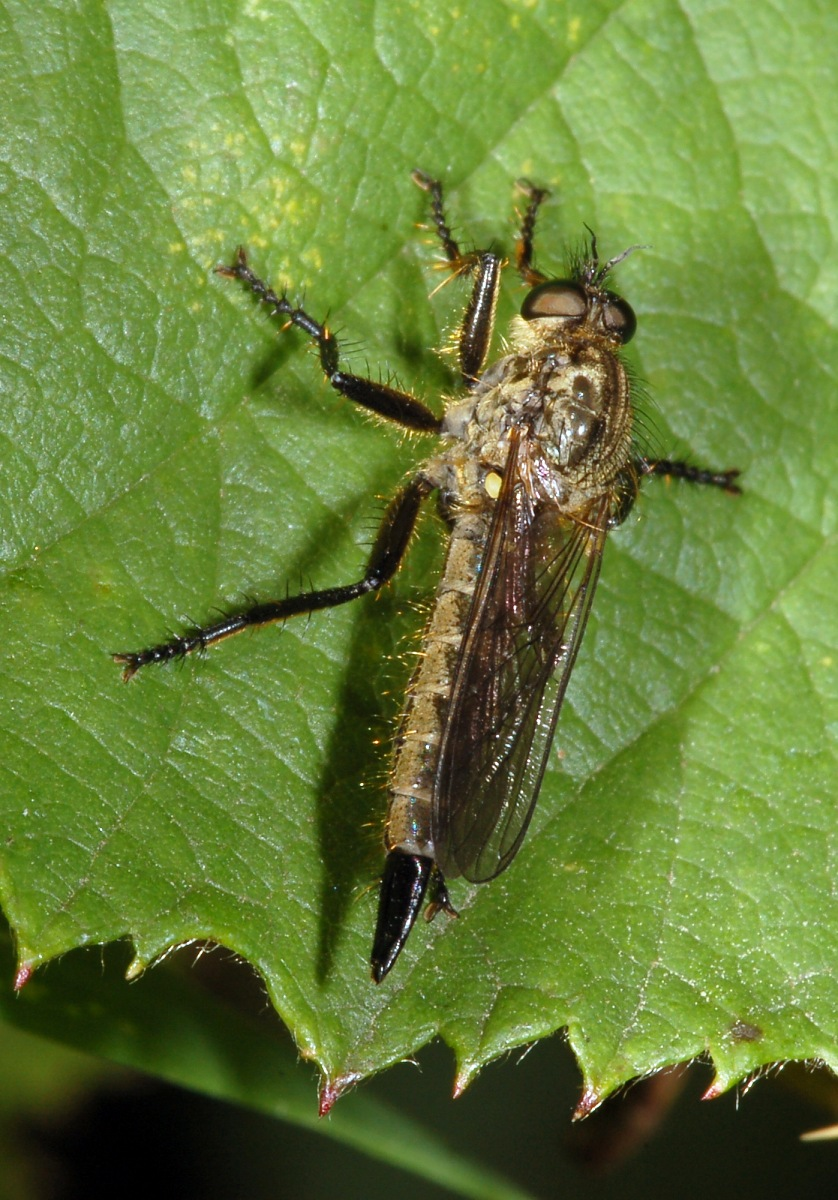

- Tập tin:Didysmachus picipes - ngày 28 tháng 5 năm 2012.ogv